# Miskinta-Kirche
Die Kirche der Heiligen Muttergottes oder Marienkirche (armenisch Սուրբ Աստվածածին եկեղեցի Surb Astwazazin jekeghezi, arabisch كنيسة والدة الله المقدسة oder كنيسة سورب أسدوادزادزين في بغداد), auch Miskinta-Kirche, Meskenta-Kirche (Մեսկենթա եկեղեցին, كنيسة مسكينته, auch كنيسة مسكنتة) oder Schirin-Kirche (Շիրին եկեղեցի, كنيسة شيرين), ist eine Kirche in der irakischen Hauptstadt Bagdad, die zum Bistum Irak der Armenischen Apostolischen Kirche gehört. Sie gilt mit ihrem ursprünglichen Errichtungszeitraum von 1639 bis 1640 als älteste erhaltene Kirche Bagdads, doch stammt ihre Bausubstanz überwiegend aus den 1960er Jahren.

## Standort
Die armenisch-apostolische Miskinta-Kirche steht etwa 400 m nordöstlich vom Ufer des Tigris auf 46 m Meereshöhe, rund 150 m nordöstlich vom Maidan-Platz oder al-Mīdan (ساحة الميدان oder kurz الميدان, „der Platz“) und der östlich von ihm abgehenden ar-Raschid-Straße (شارع الرشيد) im Schatten des viel größeren, fast unmittelbar südöstlich stehenden Ministeriums für Gemeinden und öffentliche Arbeiten im ebenfalls al-Mīdan genannten Stadtviertel von Bagdad.

## Geschichte
Die armenische Gemeinde in Bagdad hatte ihre Anfänge im 17. Jahrhundert, als viele Armenier auf Grund von Verfolgungen nach dem Tode des Schah Abbas I. aus Isfahan und dem persischen Aserbaidschan nach Mesopotamien auswanderten. In den Jahren 1639 und 1640 wurde in Bagdad die armenisch-apostolische Kirche der Heiligen Muttergottes, armenisch Surp Asdvadzadzin fertiggestellt. Nach der Überlieferung war es ein armenischer General der osmanischen Armee, Kevork Nazaretian (Kevork Nazarian, Gog Nazar), der gegen das Versprechen des osmanischen Sultans Murad IV., für die armenische Gemeinde je ein Grundstück für diese Kirche und einen Friedhof zu erhalten, das Stadttor von Bagdad 1638 im Kampf gegen die Perser zerstörte und so den Sieg der Osmanen ermöglichte. Ebenso heißt es, dass Kevork Nazaretian die Gebeine der Vierzig Märtyrer von Sebaste auffand und in seine armenische Kirche nach Bagdad brachte. Hier brachte Kevork die Reliquien in einer Nische der Kirchenwand rechts von der Eingangstür unter.
Die Kirche wurde auch unter den Namen Miskinta, Meskenta oder Schirin (Շիրին) bekannt. Sie wurde mehrere Male renoviert und umgebaut, insbesondere im 19. Jahrhundert. So klein und bescheiden wie sie war, so hatte sie doch für die kleine Gemeinde der Armenier im Irak die Funktion einer Kathedrale. Nach dem Völkermord an den Armeniern nahm die armenische Bevölkerung in Bagdad durch Flüchtlinge aus der heutigen Türkei stark zu, und es wurde eine größere Hauptkirche benötigt. In den Jahren von 1954 bis 1957 wurde auf einem großen Grundstück der Armenischen Apostolischen Kirche mit Spendengeldern der beiden armenischen Philanthropen Simon M. Gharibian und Calouste Gulbenkian die Kathedrale des Heiligen Gregor des Erleuchters errichtet, so dass die Miskinta-Kirche nicht mehr armenische Hauptkirche Bagdads war.
In den Jahren von 1967 bis 1970 wurde die Miskinta-Kirche unter dem armenischen Katholikos von Etschmiadsin, Wasgen I., und dem Erzbischof von Bagdad, Asoghik Ghazarian, umfassend erneuert. 1968 wurde das baufällige Gebäude faktisch abgerissen und anschließend durch einen gleichnamigen Kirchenneubau ersetzt. So ging der ursprüngliche Charakter der Kirche verloren. Bei der Erneuerung der Kirche wurde das achtseitige marmorne Reliquarium mit den Gebeinen der Vierzig Märtyrer von Sebaste, auf dem die Jahreszahl 1663 eingraviert war, wiedergefunden und am ursprünglichen Platz in den nun neu errichteten Mauern untergebracht.

## Streit um die Urheberschaft der Kirche
Die Armenische Apostolische Kirche ist eingetragene Eigentümerin der Miskinta-Kirche und nutzt diese für Gottesdienste, was in der Gründung der Kirche durch den armenischen General Kevork Nazaretian begründet liegt. Die Assyrische Kirche des Ostens bestritt jedoch wiederholt die armenische Geschichtsschreibung und erhob den Anspruch darauf, selbst diese Kirche gegründet zu haben. Der assyrische Pater Buṭrus Ḥaddād (بطرس حداد) behauptet in seinem Fachbuch Die Kirchen und Klöster von Bagdad (كنائس بغداد ودياراتها, Bagdad 1994), dass die Kirche in den Jahren von 1616 bis 1628 errichtet wurde, also über ein Jahrzehnt vor der von der Armenischen Apostolischen Kirche in Anspruch genommenen Gründung. Die Kirche wurde zudem mehrmals von den osmanischen Behörden konfisziert und erst gegen die Zahlung eines Lösegeldes zurückgegeben. Laut assyrischer Geschichtsschreibung wurde das Gotteshaus derjenigen Kirche zurückgegeben, die dafür mehr Geld zahlen konnte, und das war hiernach die Armenische Apostolische Kirche.

## Architektur
Die armenisch-apostolische Miskinta-Kirche befindet sich innerhalb eines von hohen Mauern umgebenen Gebäudekomplexes. Über ein Portal an der Nordseite der Kirche kommt man über einen kleinen Hof an das Gotteshaus, das mit den Nebengebäuden einen größeren Hof umgibt. Die einschiffige Kirche hat einen rechteckigen Grundriss, Gewölbe mit vier quer über das Gebäude verlaufenden Tonnendächern, an deren seitlichen Enden sich halbmondförmige Fenster befinden, und ist nordwestlich-südöstlich ausgerichtet. Am südöstlichen Ende befindet sich der Altar und darüber ein Tambour mit achteckigem Querschnitt und einer pyramidenförmigen Kuppel im Stil armenischer Kirchen, dahinter die Apsis mit Baptisterium und Sakristei. Am nordwestlichen Ende befinden sich seitlich ein Glockenturm und ein Narthex, durch den man in die Kirche gelangt, mit Kuppeln im gleichen Stil, und auf jeder Kuppel befindet sich ein Kreuz. Über dem Eingang befindet sich innen eine Empore, auf der die Geistlichen und Diakone die Messe singen. Das neue Kirchengebäude ist aus Ziegeln und Beton errichtet. Die Kirchenwände weisen Nischen auf, in die teilweise Steinplatten mit armenischen Inschriften oder Kreuzen eingelassen sind – eine von ihnen aus dem Jahre 1750. Rechts vom Eingang befindet sich die marmorne Nische mit den Gebeinen der Vierzig Märtyrer von Sebaste, verziert mit armenischen Inschriften von 1663 und hinter einem fein geschmiedeten goldenen Gitter.

## Heiligenfeste
Pilger und andere auswärtige Gottesdienstbesucher kommen insbesondere, um an der Reliquie der Vierzig Märtyrer von Sebaste zu gedenken sowie zum Fest Mariä Aufnahme in den Himmel am 15. August.